# Sisyra esbenpeterseni
Sisyra esbenpeterseni is een insect uit de familie sponsvliegen (Sisyridae), die tot de orde netvleugeligen (Neuroptera) behoort. 
Sisyra esbenpeterseni is voor het eerst wetenschappelijk beschreven door Handschin in 1935.